# Дискинезия желчевыводящих путей
Дискинези́я желчевыводя́щих (в некоторых словарях: жёлчевыводя́щих) путе́й (ДЖВП) — это нарушение их моторики. Они могут быть функциональными или связанными с органическими причинами. Согласно определению, данному отечественными гастроэнтерологами академиком А. Л. Гребеневым и профессором А. А. Шептулиным в 1997 г.: «ДЖВП — расстройство моторно-тонической функции желчевыводящей системы, в основе которого лежит несогласованное (чрезмерное или недостаточное) сокращение ЖП, сфинктеров Одди, Люткенса, Мирици, вследствие нарушения взаимодействия иннервационной и паракринной систем, координирующих последовательность их сокращения и расслабления»

## Основные причины ДЖВП
- Дисфункция желчевыводящих путей
- Дисфункция сфинктера Одди
- Дисфункция других сфинктеров желчных путей

## Классификация ДЖВП
- гипокинетическая (гипомоторная)
- гиперкинетическая (гипермоторная)

## Клинические признаки
Симптомы ДЖВП — боли в животе: в области правого подреберья и в эпигастральной области, тупые-острые, после еды-после нагрузки, типичная иррадиация — вверх, в правое плечо.
Также могут быть тошнота, рвота, горечь во рту, признаки холестаза, увеличение печени, болезненность при пальпации, пузырные симптомы, часто наблюдается неприятный запах изо рта.
А также часто наблюдается болезненность при пальпации в эпигастральной области и в зоне Шоффара-Риве (холедохопанкреатический треугольник, холедохопанкреатическая зона) — зона между серединной линией и правой верхней биссектрисой несколько выше пупка.
При гипертонической дискинезии боли приступообразные, острые, но кратковременные. Чаще они связаны с эмоциональным или физическим перенапряжением, приемом жирной пищи.
При гипотонической дискинезии боли тупые, ноющие, с чувством распирания в правом подреберье. Боли чаще постоянные, сочетающиеся с тошнотой, снижением аппетита, отрыжкой. Температура тела у детей нормальная.

## Методы диагностирования
Инструментальные методы позволяют оценить моторику желчевыводящих путей и определить характер дискинезии. К ним относятся дуоденальное зондирование, стандартная ЭГДС с осмотром области большого сосочка ДПК, рентгенологические методы (пероральная и внутривенная холецистографии), УЗИ, радиоизотопные методы (гепатобилиарная сцинтиграфия).
Лабораторные методы: для оценки состояния желчевыводящей системы используют биохимический анализ крови. Анализ крови на липидный спектр, или «липидограмма» показывает содержание липопротеинов высокой, низкой и очень низкой плотности (ЛПВП, ЛПНП, ЛПОНП), а также холестерина.

## Коррекция ДЖВП
Нарушения моторики жёлчного пузыря всегда носят вторичный характер. В случае органических причин они обусловлены поражением самих жёлчных путей, а при функциональных холепатиях — нарушением регуляции со стороны нервной системы. В связи с этим коррекция начинается с установления причины и её устранения — лечение основного заболевания желудочно-кишечного тракта, коррекция вегетативного статуса и т. д.
Терапия зависит от типа ДЖВП.

### Диетотерапия
При любых формах дискинезий показано частое дробное питание 5-6 раз в день, назначают стол 5 по Певзнеру (диета № 5).
При гиперкинетической форме ограничивают продукты, стимулирующие желчеотделение (жирное мясо, рыбу, птицу, растительное масло, пряности, грибы, бульоны, копчёности, газированные продукты и т. д.). При гипокинетической форме в рацион включают овощи, фрукты, сливочное масло, сливки, сметану, яйца.
В рацион добавляют минеральные воды: для гипокинетической ДЖВП используют воды высокой и средней минерализации (Ессентуки № 17, Боржоми, Моршанская, Баталинская и др.) 3 р/день, не более 100 мл на прием; для гиперкинетической ДЖВП используют воды сульфатно-натриевые и магниевые низкой минерализации (Славяновская, Смирновская, Арзни, Джермук, Ессентуки № 4 и 20 и др.) с низким содержанием газа, в теплом виде до 5-6 раз 3 мл/кг на прием.

### Лекарственная терапия
Из препаратов назначают желчегонные средства и другие — холекинетики, прокинетики (домперидон, метоклопрамид) (для гипомоторной ДЖВП); и холеретики растительного (цветки бессмертника песчаного, кукурузные рыльца) или синтетического происхождения (аллохол), холеспазмолитики (дротаверин, папаверин) (для гипермоторной ДЖВП). Для купирования острых приступов боли применяются ненаркотические анальгетики в стандартных дозах. Также назначают ферментные препараты.

### Физиотерапия
Физиотерапевтические методы лечения при ДЖВП не имеют доказанной эффективности и не применяются. Исторически были попытки использовать гальванизацию хлористым кальцием, синусоидальные модулированные токи на место проекции желчного пузыря, электросон, электрофорез с сульфатом магния, новокаином, папаверином, индуктотермию, ультразвук на область правого подреберья, гальванический воротник по Щербаку.